# 方才臣
方才臣（1955年—），山东冠县人，汉族，中华人民共和国政治人物、第十二届全国人民代表大会山东地区代表。
毕业于山东农业大学种子专业。加入中国共产党。担任山东冠丰种业有限责任公司董事长。2008年起担任全国人大代表。2013年，担任全国人大代表。